# Facundo o civilización y barbarie en las pampas argentinas

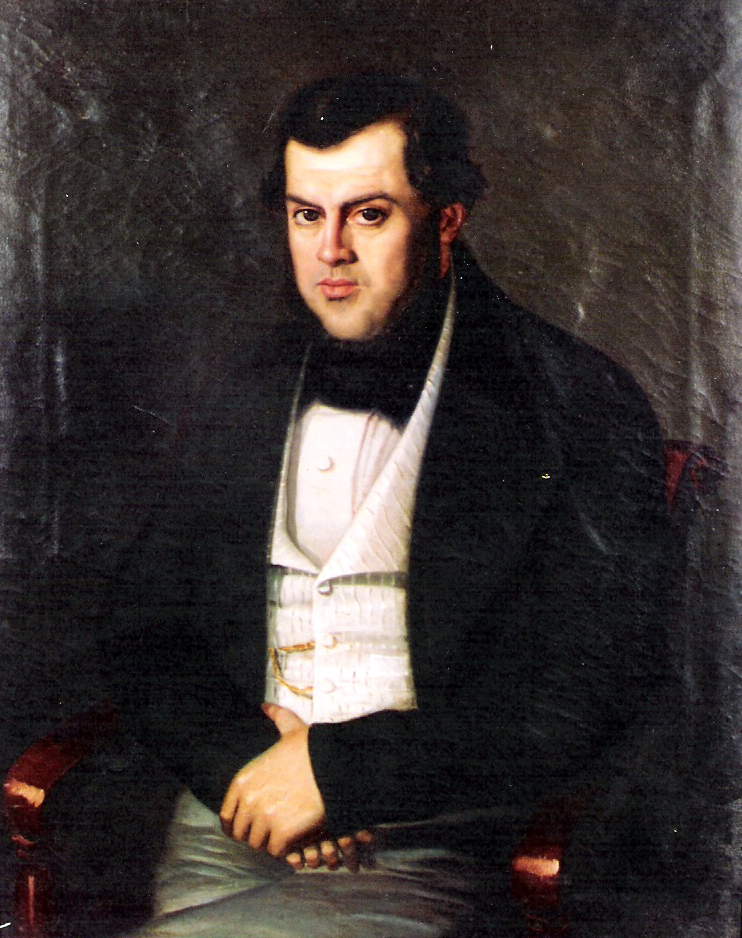
Domingo Faustino Sarmiento, autor de Facundo, retratado en 1845 por Benjamín Franklin Rawson.

Facundo o Civilización y barbarie en las pampas argentinas es un ensayo publicado en 1845 por el educador, periodista, escritor, militar y político argentino Domingo Faustino Sarmiento, durante su segundo exilio en Chile.
Las primeras tiradas de la obra se hicieron por entregas a través de la sección Folletín del diario chileno El Progreso. Su inmediato éxito hizo que se publicara en un volumen independiente. Rápidamente el libro pasó, de modo clandestino, a Argentina, logrando una repercusión inmediata en la opinión pública. 
Facundo es uno de los principales exponentes de la literatura hispanoamericana. Como lo indica su título, en el texto, Sarmiento analiza los conflictos que surgieron en Argentina una vez alcanzada la Independencia política en 1810, partiendo de la antinomia intranacional entre civilización y barbarie.
Facundo muestra la vida de Juan Facundo Quiroga, militar y político gaucho miembro del Partido Federal, que se desempeñó como gobernador y caudillo de la provincia de La Rioja durante las guerras civiles argentinas en las décadas 20 y 30 del siglo XIX. 
A lo largo del texto, Sarmiento explora la dicotomía entre la civilización y la barbarie. Durante el transcurso de la obra, el autor se va posando en miradas opuestas subsiguientes cada una civilizadora a su modo, en cada instancia poniéndola como manifestación de civilización: primero España, la Iglesia, con toda su cultura, y luego como bien observa Kimberly Ball, «la civilización se manifiesta mediante Europa, Norteamérica, las ciudades, los unitarios, el general Paz y Rivadavia», mientras que «la barbarie se identifica con América Latina, España, Asia, Oriente Medio, el campo, los federales, Facundo y Rosas». Es por esta razón que Facundo influyó hondamente en la visión de una realidad fragmentada. Según González Echevarría, «al proponer el diálogo entre la civilización y la barbarie como el conflicto primordial en la cultura latinoamericana, Facundo le dio forma a una polémica que comenzó en el periodo colonial y que continúa hasta el presente».
La primera edición de Facundo fue publicada en 1845. Sarmiento eliminó los últimos dos capítulos en la segunda edición de 1851 pero los incluyó de nuevo en 1874. La primera edición dio lugar a varios libros cuyo objetivo fue analizar o criticar Facundo, siendo el principal Muerte y resurrección de Facundo de Noé Jitrik, en el cual el autor exploró desde su clasificación literaria hasta su relevancia histórica.

## Contexto histórico
Domingo F. Sarmiento escribió Facundo en 1845, durante su segundo exilio en Chile, como una forma de ataque contra Juan Manuel de Rosas, el entonces gobernador de Buenos Aires. 
En su obra Sarmiento lleva a cabo un análisis crítico de la cultura argentina, representada en hombres como Rosas y el líder regional Juan Facundo Quiroga, principalmente en San Juan. Tanto Rosas como Quiroga eran caudillos, es decir, jefes de masas populares en armas que para Sarmiento eran expresión de una forma de gobierno bárbara.
El libro de Sarmiento refleja una crítica y es un síntoma de los conflictos culturales de Argentina que surgieron a partir de la Independencia. En 1810 Argentina había comenzado el proceso de independencia de España, pero tres décadas más tarde Sarmiento protestaba por el atraso y estancamiento de las instituciones así como por la organización económica del país. La división política de Argentina se debatía entre la ideología de los unitarios (apoyados por Sarmiento), quienes aspiraban a un gobierno centralizado, contra los federales, quienes defendían la autonomía de las regiones. El conflicto entre unitarios y federales estaba íntimamente ligado al poder que la Ciudad de Buenos Aires pretendía ejercer sobre el país, así como el control del comercio internacional y la apropiación de las rentas de la aduana. En aquel entonces, la Ciudad de Buenos Aires integraba la Provincia de Buenos Aires, y era la ciudad más grande y más rica del país debido a su cercanía con el Río de la Plata y al océano Atlántico. Buenos Aires no solo tenía acceso al comercio, sino también a las ideas y a la cultura europea. Estas diferencias económicas y culturales causaron una tensión creciente entre las provincias. Aunque oriundo de la ciudad de San Juan, ubicada en el oeste de la Argentina, en la región de Cuyo, en el límite con Chile, Sarmiento sostenía la ideología unitaria.

### Conflicto entre unitarios y federales
El conflicto entre unitarios y federales comenzó a mediados de la década de 1810, con el enfrentamiento entre porteños y la Liga Federal, liderada por José Artigas. El problema se generalizó a partir de 1819, cuando el Congreso Constituyente aprobó la Constitución Argentina de 1819, una constitución unitaria que fue rechazada por las provincias, las que a su vez derrocaron al Directorio en 1820 y se declararon autónomas, dejando al país sin un gobierno nacional en una serie de hechos conocidos como la anarquía del Año XX. En 1826 el presidente Bernardino Rivadavia nacionalizó la Ciudad de Buenos Aires, su aduana y su ejército, en tanto que un nuevo Congreso Constituyente aprobó la Constitución Argentina de 1826, otra constitución unitaria que fue rechazada por la mayoría de las provincias. Los acontecimientos de 1826 desembocaron en una serie de enfrentamientos armados entre unitarios y federales en todo el país. En ese momento se produjo la primera guerra entre unitarios y federales en el interior (1825-1827), en la que se destacaron el federal riojano Juan Facundo Quiroga y el unitario tucumano Gregorio Aráoz de Lamadrid, y la segunda guerra entre unitarios y federales en el interior (1829-1831), durante la cual Juan Manuel de Rosas asumió por primera vez como Gobernador de la Provincia de Buenos Aires y que tuvo su punto de mayor tensión con el enfrentamiento entre la unitaria Liga del Interior -comandada por el general José María Paz y en la que se alistó Sarmiento como oficial-, y el Pacto Federal. Los unitarios apoyaron la presidencia de Rivadavia (1826-1827), en tanto los federales se opusieron. Sin embargo, bajo este gobierno, bajaron los salarios de los trabajadores, y los gauchos fueron encarcelados u obligados a trabajar sin recibir una paga.
Desde 1828 se instalaron y se fueron reemplazando distintos gobernadores de Buenos Aires, comenzando con el federal Manuel Dorrego. Dorrego pudo retener el gobierno muy poco tiempo y fue fusilado por el general unitario Juan Lavalle, el cual tomó el poder. Lavalle fue a su vez derrotado por una milicia de gauchos liderados por Rosas. A finales de 1829, la legislatura designó a Rosas como el gobernador de Buenos Aires. Rosas fue gobernador durante dos períodos, 1829-1831 y 1835-1852. Gobernó con la suma del poder público y las facultades extraordinarias, es decir con poderes absolutos, apoyado por La Mazorca, una organización parapolicial que perseguía a sus adversarios, generando el terror y muchos asesinatos. Durante buena parte de este período un gran número de intelectuales, de unitarios y de federales en situaciones políticas adversas a las posiciones del rosismo (tanto bonaerenses como de las demás provincias de la Confederación Argentina) se vio obligado a emigrar a otros países, principalmente a Chile y a Uruguay. Sarmiento, oriundo de San Juan, se exilió dos veces antes de escribir esta obra: la primera vez fue debido a la derrota militar de la Liga del Interior, de la que era oficial, en 1831; la segunda, en 1840, fue durante el gobierno de Nazario Benavídez luego de ser encarcelado por este acusado de sedicioso.

### Facundo Quiroga

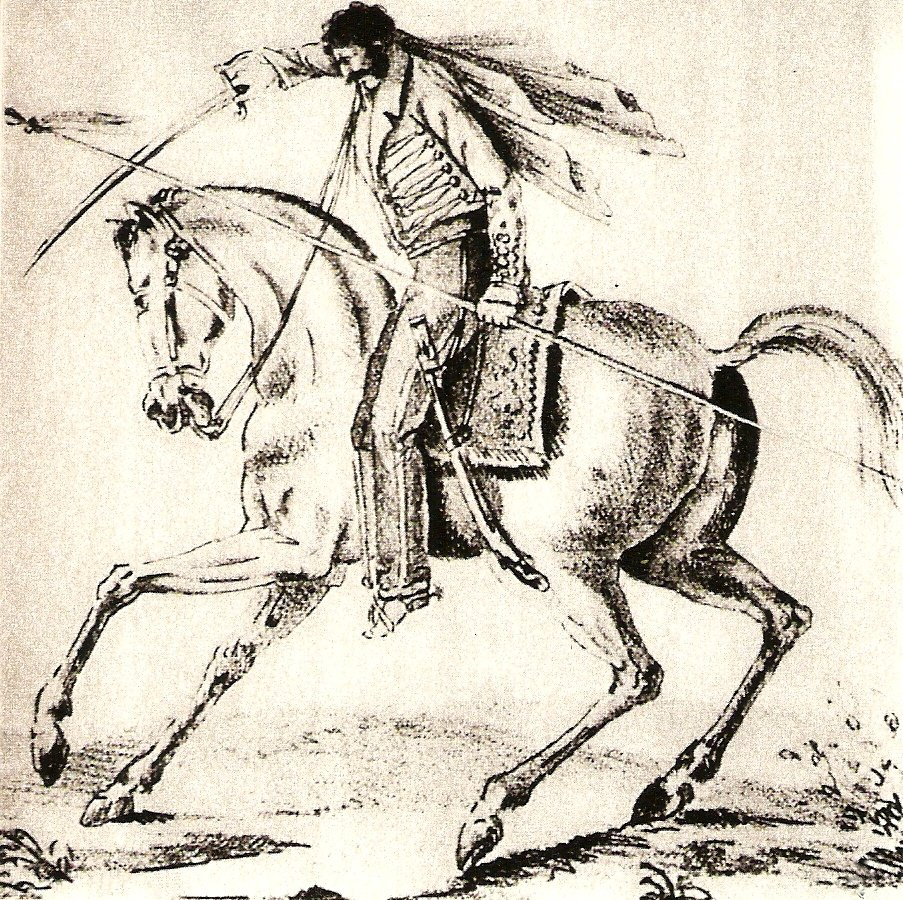
Juan Facundo Quiroga, litografía de César Bacle.

Juan Facundo Quiroga, conocido como "El Tigre de los llanos", fue un caudillo proveniente de la actual provincia de La Rioja. Se opuso al gobierno de Bernardino Rivadavia cuando este asumió como presidente de la Nación (1826-1827), quien lo enfrentó con sus efectivos al mando de Gregorio Aráoz de Lamadrid, y a quien venció en las batallas de El Tala, (1826) y Rincón de Valladares (1827). Para 1828, era muy poderoso en las provincias desde Catamarca hasta Mendoza. Se unió a otros caudillos con el propósito de impulsar el federalismo. Fue derrotado por el general José María Paz en las batallas de La Tablada y Oncativo, tras lo cual se dirigió a la provincia de Tucumán. Allí, derrotó a Lamadrid en La Ciudadela (1831), desbaratando a la Liga Unitaria, luego de que Juan Manuel de Rosas derrotara a Juan Lavalle en Buenos Aires en la batalla de Puente de Márquez (1829). Quiroga era partidario de redactar una Constitución regida por el federalismo, pero tales iniciativas contaban con la férrea oposición de Rosas, quien consideraba que la organización nacional era aún prematura.
Rosas envió a Quiroga en una misión diplomática al norte, a recomponer las relaciones entre Salta y Tucumán. A su regreso fue asesinado el 16 de febrero de 1835 en Barranca Yaco (Córdoba) por una partida al mando de Santos Pérez que emboscó su carruaje. Existen controversias sobre la autoría intelectual del asesinato, habiendo teorías que la atribuyen a Rosas, al gobernador santafesino Estanislao López o a los hermanos Reinafé. Tres hermanos Reinafé (José Antonio, José Vicente y Guillermo) y Santos Pérez fueron condenados, y los tres últimos ejecutados en 1836.

### Juan Manuel de Rosas

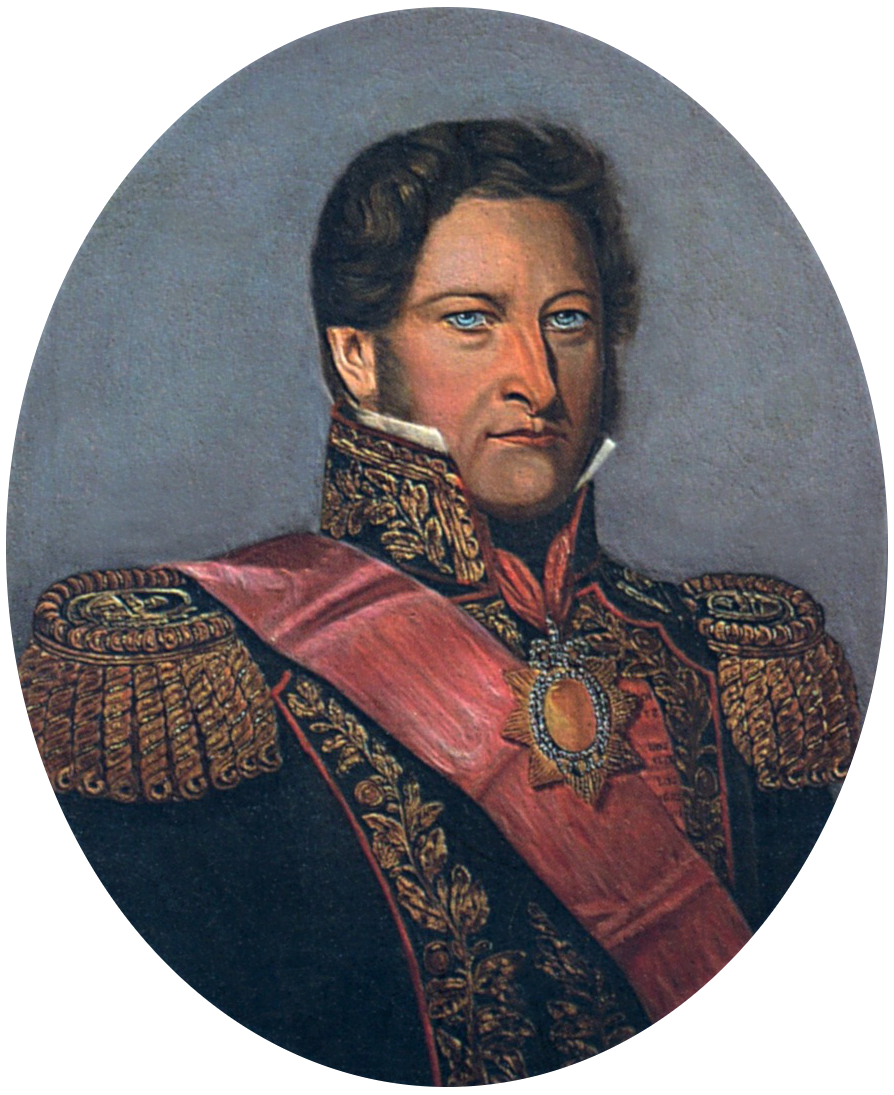
Juan Manuel de Rosas, gobernador de la Provincia de Buenos Aires entre 1829 y 1831 y entre 1835 y 1852.

Juan Manuel de Rosas fue un gobernador de la provincia de Buenos Aires que recibe tratamientos altamente polarizados entre los historiadores. La corriente historiográfica clásica, fundada por Bartolomé Mitre, a la cual subscribe Sarmiento, considera a Rosas un dictador o tirano sanguinario y es pronunciadamente crítica con su gestión. El revisionismo histórico en Argentina es una corriente que, en oposición a la escuela mitrista, defiende a Rosas y lo considera un férreo defensor de la soberanía nacional ante las pretensiones de las potencias europeas. 
Rosas nació en una familia adinerada de un alto nivel social (sus orígenes eran de la más rancia nobleza española; Domingo Ortiz de Rozas, antepasado suyo, fue Conde de Poblaciones y capitán general de Chile), pero la estricta educación que recibió lo influenció psicológicamente de manera muy profunda. Sarmiento afirma que debido a la madre de Rosas, «el espectáculo de la autoridad y la servidumbre deben haberle causado impresiones muy duraderas». Poco después de llegar a la pubertad, Rosas fue enviado a una estancia y permaneció allí más de veinte años, sin tener participación activa en los sucesos que culminaron en la Revolución de Mayo de 1810. En el campo aprendió a manejar el lugar y, de acuerdo a Manuel Bilbao en "Historia de Rosas" pobló sus campos con gente que le fuera adicta, incluyendo a desertores y fugados, que al recibir la protección de Rosas dejaban de ser buscados por las autoridades. En el poder, Rosas encarceló a los residentes por razones desconocidas, lo cual Sarmiento define como actos similares al tratamiento que Rosas le daba al ganado. Sarmiento argumenta que con este método lograba que los ciudadanos conformasen «el ganado más manso y ordenado que existiese».
El primer período de Juan Manuel de Rosas como gobernador duró solo tres años. Su gobierno, asistido por Juan Facundo Quiroga y Estanislao López, gobernadores de La Rioja y Santa Fe, respectivamente, fue respetado y Rosas fue halagado por su habilidad de mantener la armonía entre Buenos Aires y las zonas rurales. El país cayó en el caos luego de la dimisión de Rosas en 1832, y en 1835 fue convocado nuevamente para gobernar la provincia. En esta ocasión, regresó con un gobierno más autoritario, obligando a todos los ciudadanos a apoyar su gobierno, utilizando el eslogan "¡¡Viva la Santa Federación, mueran los salvajes unitarios!!". Según Nicolas Shumway, Rosas «obligó a los ciudadanos a usar la insignia roja de los federales, y su imagen apareció en todos los lugares públicos...  los enemigos de Rosas, reales e imaginarios, fueron encarcelados, asesinados o llevados al exilio por la mazorca, una banda de espías y matones supervisados personalmente por Rosas. La publicación de ideas disidentes en los periódicos fue censurada, por lo que la prensa se vio obligada a defender el régimen».

### Domingo Faustino Sarmiento

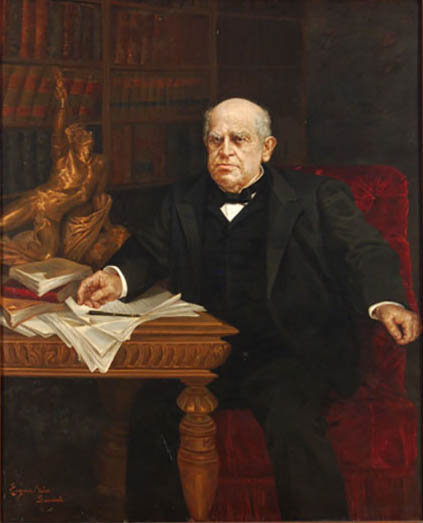
Domingo Faustino Sarmiento hacia 1880.

En Facundo, Sarmiento es tanto el narrador como uno de los protagonistas. El libro contiene elementos autobiográficos de la vida de Sarmiento, además de la vida de los argentinos en general. También expresa y analiza su propia opinión y relata algunos eventos históricos. Dentro de la dicotomía del libro entre la civilización y la barbarie, el personaje de Sarmiento representa a la civilización, identificada con las ideas europeas y norteamericanas; apoya la educación y el desarrollo, y se opone a Rosas y a Facundo, quienes simbolizan la barbarie. 
Sarmiento fue un educador, periodista, militar y político que se adhirió al movimiento unitario. Durante el conflicto entre unitarios y federales, peleó contra Facundo en varias ocasiones. En España se convirtió en miembro de la Sociedad Literaria de Profesores. Sarmiento regresó de su exilio en Chile, en donde comenzó a escribir Facundo, como político. Pasó a ser miembro del Senado luego de la caída de Rosas, y en 1862 asumió como gobernador de San Juan, cargo al que debió renunciar por la oposición popular en 1864. Bajo su gestión fue asesinado el popular caudillo federal y general Ángel Vicente Peñaloza, luego de lo cual su cabeza fue cortada y puesta en exhibición clavada en una lanza en la plaza de la ciudad de Olta.
Fue presidente de la Argentina durante seis años (1868–1874). En su presidencia, Sarmiento se concentró en el progreso, los ferrocarriles, el telégrafo, la inmigración, la educación, la ciencia y la cultura. Sus ideas se basaron en la civilización europea; para él, el desarrollo de un país debía basarse en la educación: "educar al soberano". En los primeros años de su presidencia finalizó la guerra de la Triple Alianza contra el Paraguay (1864-1870) iniciada durante el gobierno de su antecesor, el presidente Bartolomé Mitre, la cual diezmó la población paraguaya y arrasó completamente su territorio. En 1871, se desató en Argentina una grave epidemia de fiebre amarilla, por la cual murieron catorce mil personas, provocada por las malas condiciones de higiene y saneamiento derivadas, en gran parte, de la Guerra contra el Paraguay. Sobre el final de su gobierno, Sarmiento fundó los primeros colegios militares y navales de Argentina.
Sarmiento no solo fue un personaje reconocido por sus méritos, sino también por las polémicas que desató. Tenía una postura muy clara a favor del exterminio de los aborígenes -que asediaban permanentemente a las poblaciones de la frontera a través de los malones- y de los gauchos, a los que veía como un obstáculo insalvable para el avance de la civilización, del poblamiento y la pacificación de Argentina: «¿Lograremos exterminar los indios? Por los salvajes de América siento una invencible repugnancia sin poderlo remediar. Esa canalla no son más que unos indios asquerosos a quienes mandaría colgar ahora si reapareciesen. Lautaro y Caupolicán son unos indios piojosos, porque así son todos. Incapaces de progreso, su exterminio es providencial y útil, sublime y grande. Se los debe exterminar sin ni siquiera perdonar al pequeño, que tiene ya el odio instintivo al hombre civilizado».

## Sinopsis

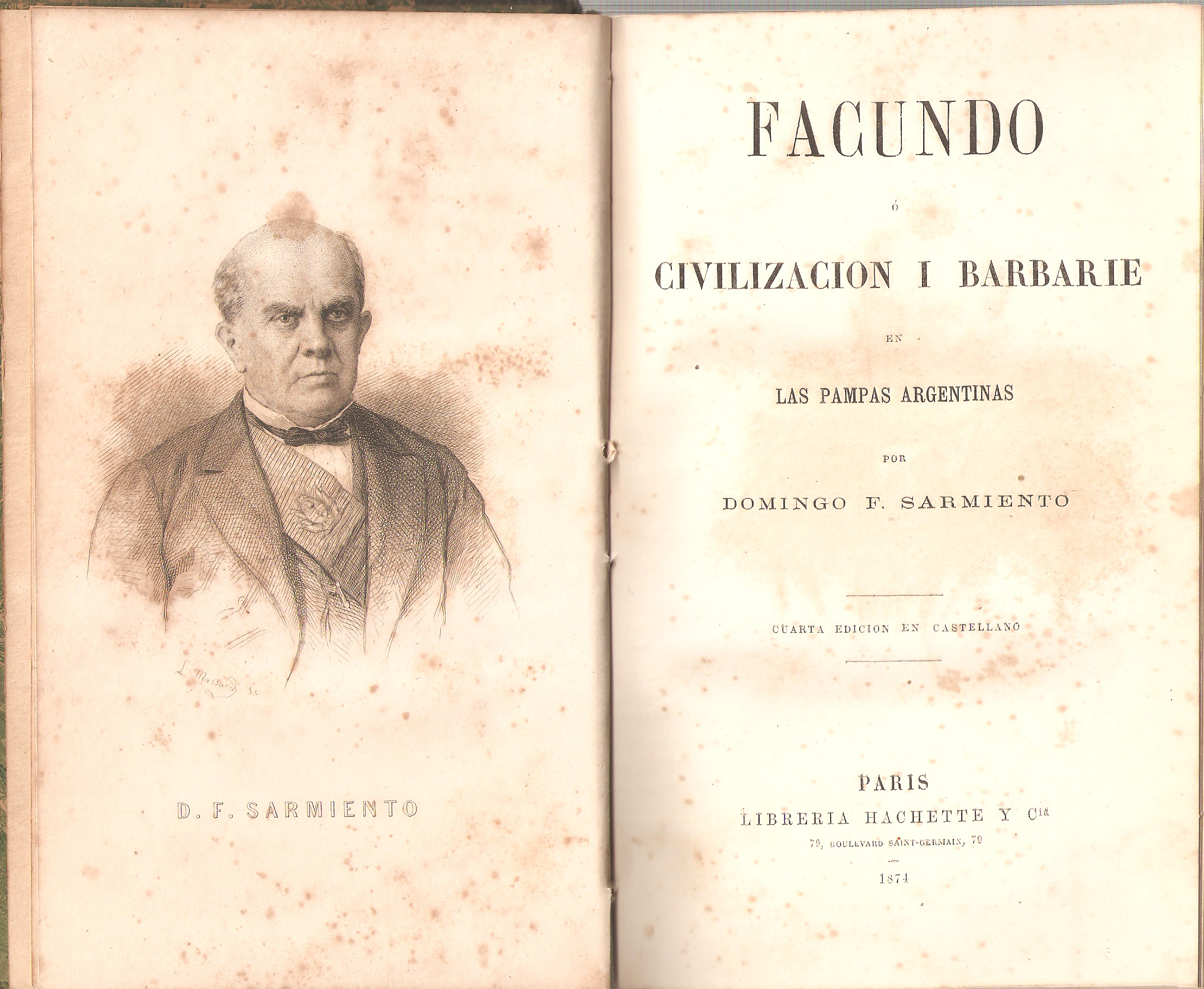
Facundo. Portada de la cuarta edición en castellano, realizada en París, 1874.

Luego de una extensa introducción, los quince capítulos de Facundo se dividen simbólicamente, según la crítica literaria, en tres secciones: los primeros cuatro capítulos describen la geografía, antropología e historia argentina; los capítulos del quinto al decimocuarto relatan la vida de Juan Facundo Quiroga; y el último capítulo expone la visión de Sarmiento de un futuro argentino bajo un gobierno unitario. Según Sarmiento, la razón por la que describe el contexto argentino y utiliza a Facundo Quiroga para condenar la dictadura de Rosas es porque «en Facundo Quiroga no sólo se ve a un caudillo, sino también una manifestación de la vida argentina, consecuencia de la colonización y de las peculiaridades del terreno».

### Introducción
Facundo empieza con una advertencia del autor, en la cual aclara que los hechos en el libro no tienen precisión histórica y en la cual narra un suceso que había tenido lugar al haber cruzado los Andes camino a Chile. En medio de las montañas, había escrito con carbonilla una frase en francés, On ne tue point les idées (Las ideas no se matan). Según Sarmiento, Rosas había enviado una comitiva especial para que leyesen la frase, y al descifrarla no habían comprendido su significado.
Después de esta primera advertencia se incluye una introducción, la cual está precedida por una cita en francés de Villemain:

Je demande à l'historien l'amour de l'humanité ou de la liberté; sa justice impartiale ne doit pas être impassible. Il faut, au contraire, qu'il souhaite, qu'il espère, qu'il souffre, ou soit heureux de ce qu'il raconte.
Villemain, en Cours de littérature.

Esta cita puede traducirse al español como «Exijo al historiador el amor a la humanidad o a la libertad; su justicia imparcial no debe ser impasible. Por el contrario, es necesario que desee, que espere, que sufra o que disfrute por lo que cuenta».
El texto propio de la introducción comienza con una invocación al hombre que le da título a la obra, el Brigadier General Juan Facundo Quiroga:

¡Sombra terrible de Facundo, voy a evocarte, para que sacudiendo el ensangrentado polvo que cubre tus cenizas, te levantes a explicarnos la vida secreta y las convulsiones internas que desgarran las entrañas de un noble pueblo! Tú posees el secreto: ¡revélanoslo!

Según Noé Jitrik en Muerte y resurrección de Facundo, la exclamación en esta frase indica la urgencia que quiere transmitir Sarmiento al lector, haciendo hincapié principalmente en los adjetivos, como «ensangrentado» y «terrible». También traza, ya desde el primer momento, una imagen de Quiroga, para entender después la causa de sus actos y de su personalidad.
A lo largo de la introducción, el autor habla de Juan Manuel de Rosas, caracterizándolo como «tirano» y dando a entender que uno de los objetivos del texto es estudiar prolijamente la fuente de todos los conflictos internos del país, personificados principalmente por Rosas y por Quiroga. Sarmiento también insinúa que él mismo es capaz de resolver la situación «dando a la Tebas del Plata, el rango elevado que le toca entre las naciones del Nuevo Mundo». Sarmiento traza paralelismos y analogías entre Quiroga y Rosas, considerando a este último un continuador del primero.

Facundo, provinciano, bárbaro, valiente, audaz, fue reemplazado por Rosas, hijo de la culta Buenos Aires, sin serlo él; por Rosas, falso, corazón helado, espíritu calculador, que hace el mal sin pasión, y organiza lentamente el despotismo con toda la inteligencia de un Maquiavelo.

Avanzando en el texto, el autor explica su idea de que el progreso se obtiene tomándolo de Europa, en especial de las naciones que, siempre según Sarmiento, son civilizadas, como es el caso de Francia. Como contraposición describe a España, «esa rezagada a Europa, que, echada entre el Mediterráneo y el Océano, entre la Edad Media y el siglo XIX, unida a la Europa culta por un ancho istmo y separada del África bárbara por un angosto estrecho», y al Paraguay, al cual critica por haberse negado a recibir inmigrantes civilizados.
En síntesis, en la introducción Sarmiento esboza los objetivos de la obra.

### Primera parte: contexto demográfico y geográfico argentino

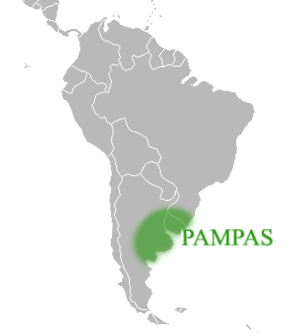
Sudamérica, mostrando la ubicación de las pampas en Argentina, Uruguay y Río Grande del Sur.

El primer capítulo de Facundo, titulado «Aspecto de la República Argentina y caracteres, hábitos e ideas que engendra», comienza con una descripción geográfica de Argentina, desde los Andes en el oeste hasta la costa atlántica del este, en donde dos ríos confluyen en la frontera entre Argentina y Uruguay. Uno de estos ríos, el Plata, marca la ubicación de Buenos Aires, la capital. Mediante esta descripción de la geografía de Argentina, Sarmiento resalta las ventajas de Buenos Aires; los ríos son arterias que comunican a la ciudad con el resto del mundo, permitiendo el comercio y ayudando a formar una sociedad civilizada. Buenos Aires no había logrado llevar civilización a las áreas rurales y, como consecuencia, gran parte de Argentina se había visto condenada a la barbarie. Sarmiento también argumenta que las pampas, las amplias y vacías llanuras del país, «no les ofrecen escapatoria o escondite a las personas para defenderse e impide la civilización en la mayor parte de la Argentina».
En este capítulo, Sarmiento hace varias comparaciones entre lo que considera como la civilización y la barbarie. En primer lugar realiza un análisis racial de la población argentina, comparando a la población originada por la mezcla de españoles, indígenas y negros, con los alemanes y los escoceses. De los primeros dice que «se distinguen por su amor a la ociosidad e incapacidad industrial; se muestran incapaces para dedicarse a un trabajo duro y seguido». Después describe los hogares de los escoceses y alemanes de una manera muy favorable («las casitas son pintadas; el frente de la casa, siempre aseado, adornado de flores y arbustillos graciosos; el amueblado, sencillo, pero completo») mientras que de las razas americanas dice que «sus niños van sucios y cubiertos de harapos, viven con una jauría de perros; hombres tendidos por el suelo, en la más completa inacción; el desaseo y la pobreza por todas partes». Estas comparaciones son muy frecuentes a lo largo del texto y hacen hincapié principalmente en el gaucho, al cual lo describe como un ser sin inteligencia, sin instrucción, «feliz en medio de su pobreza y sus privaciones, que no son tales para quien nunca conoció mayores goces», que no trabaja y que jamás podría mejorar su situación. Como contraposición al gaucho aparece el hombre de la ciudad, el cual «vive de la vida civilizada; allí están las ideas de progreso, los medios de instrucción, alguna organización, el gobierno municipal, etc», y quien es, según Sarmiento, quien podría llevar al país a la civilización. La comparación entre la campaña y la ciudad es la más significativa del libro para caracterizar a la civilización y a la barbarie.
Pese a las barreras de civilización causadas por la geografía del país, Sarmiento explica, en el segundo capítulo, titulado «Originalidad y caracteres argentinos», que gran parte de los problemas del país habían sido causados por gauchos como Juan Manuel de Rosas, quienes eran bárbaros, incultos, ignorantes y arrogantes; gracias a ellos la sociedad argentina no había logrado progresar hacia la civilización. Sarmiento luego describe los cuatro tipos principales de gauchos: el baqueano, el cantor, el gaucho malo y el rastreador, y la forma de reconocerlos para entender a los líderes argentinos, como Juan Manuel de Rosas. Según el autor, sin una comprensión de los tipos de gauchos argentinos, «es imposible comprender nuestros personajes políticos, ni el carácter primordial y americano de la sangrienta lucha que despedaza a la República Argentina».
En el tercer capítulo («Asociación. La pulpería») Sarmiento luego hace hincapié en los campesinos argentinos, quienes son «independientes de toda necesidad, libres de toda sujeción, sin ideas de gobierno, porque todo orden regular y sistemado se hace de todo punto imposible». Los campesinos se reúnen en pulperías, en donde pasan el tiempo bebiendo y jugando. Evidencian su entusiasmo de demostrar su fortaleza física mediante la doma de caballos y las peleas con cuchillos. Raramente estas peleas llevan a la muerte, a la cual denominan desgracia, y Sarmiento resalta que la residencia de Rosas era utilizada en ocasiones como refugio de los criminales, antes de que comenzase a adquirir poder político.
Según el relato de Sarmiento en el cuarto capítulo del libro, «Revolución de 1810», estos elementos son cruciales para comprender la Revolución Argentina, en la cual el país se independizó de España. Aunque si bien la guerra de la independencia fue provocada por la influencia de las ideas europeas, Buenos Aires era la única ciudad que podía tener civilización. Los campesinos participaron en la guerra más para demostrar su fortaleza física que para civilizar el país. Al final, la revolución fue un fracaso debido al comportamiento bárbaro de la población rural, que llevó a la deshonra de la ciudad civilizada, Buenos Aires.
Como epítome, la Primera parte del libro analiza el determinismo físico y social de Argentina.

### Segunda parte: vida de Juan Facundo Quiroga

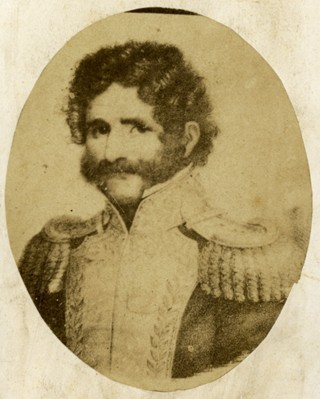
Juan Facundo Quiroga. Como personaje principal de Facundo representa a la barbarie, antítesis de la civilización.

La segunda parte de Facundo comienza en el quinto capítulo del libro, titulado «Vida de Juan Facundo Quiroga», y en ésta explora la vida del personaje que le da el título, Juan Facundo Quiroga—el «Tigre de los Llanos». Esta sección contiene múltiples errores e imprecisiones históricas, reconocidas por el mismo autor en su advertencia preliminar y confirmadas por varios historiadores y especialistas a lo largo de los años.
Pese a haber nacido en una familia adinerada, Facundo recibió solo una educación básica en lectura y escritura. Tenía debilidad por los juegos de azar, al punto que Sarmiento lo describe con «una pasión feroz, ardiente, que le reseca las entrañas» por el juego. En su juventud Facundo fue antisocial y rebelde, negándose a mezclarse con otros niños, y estas características se fueron pronunciando cada vez más a medida que fue creciendo. Sarmiento describe un incidente en el cual Facundo había matado a un hombre, escribiendo que este tipo de comportamiento «marcó su paso por el mundo».
Las relaciones de Facundo con su familia finalmente se rompieron, y, tomando la vida de un gaucho, se unió a los caudillos en la provincia de Entre Ríos. En el sexto capítulo, llamado «La Rioja», Sarmiento cuenta como los gauchos comenzaron a reconocer a Facundo como un héroe después de su asesinato de dos españoles luego de una fuga de prisión, y como reubicándose en La Rioja, Facundo tomó una posición de líder en la Milicia de los Llanos. Construyó su reputación y ganó el respeto de sus compañeros mediante sus feroces acciones en los campos de batalla, pero odió y trató de destruir a aquellos que eran diferentes a él por ser civilizados y educados.

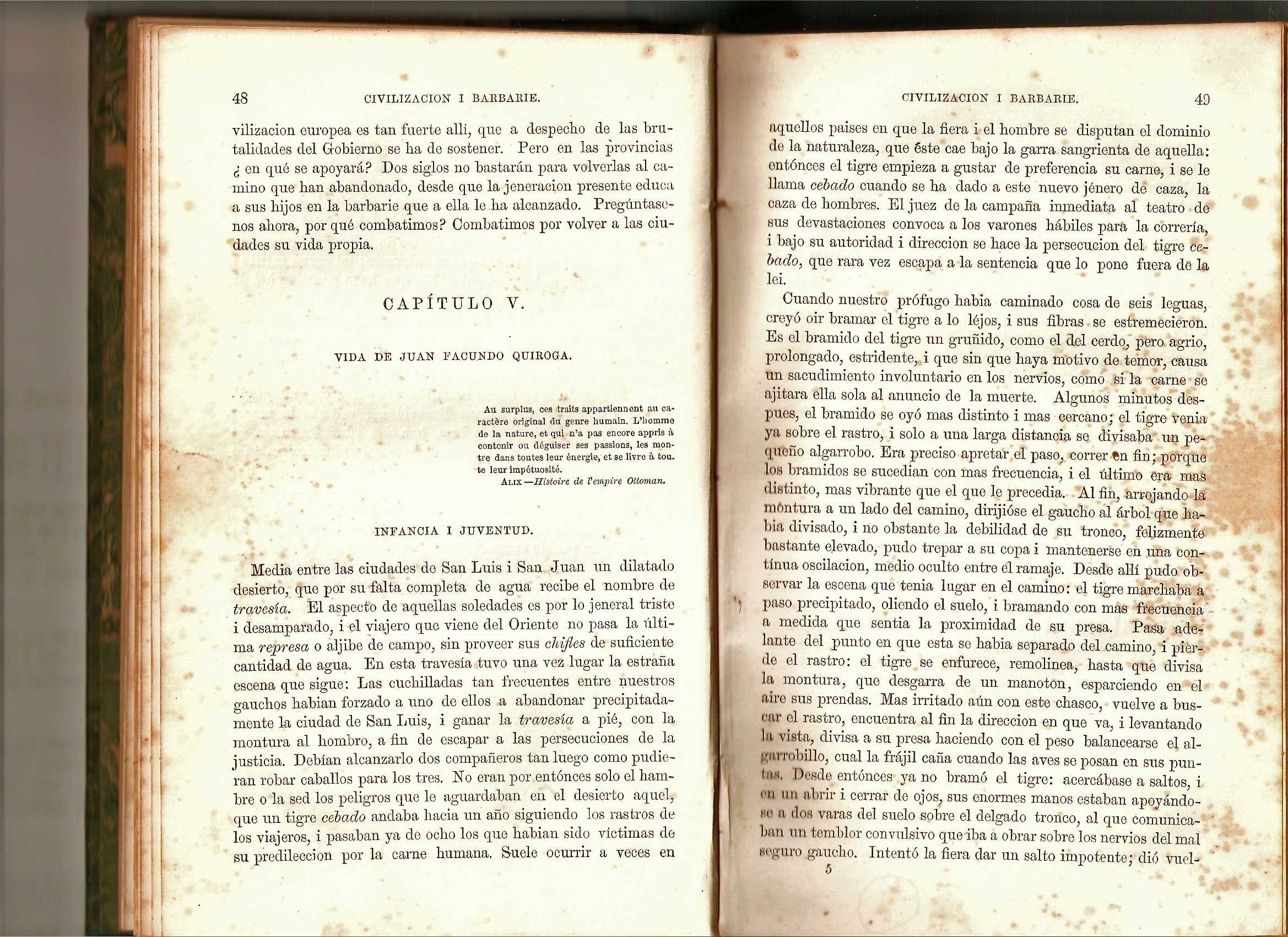
Facundo. Inicio del capítulo V, en la cuarta edición en castellano, realizada en París, 1874.

En 1825, el Gobierno de Buenos Aires organizó un Congreso con los representantes de todas las provincias de Argentina. A lo largo del séptimo y del octavo capítulo del libro, titulados «Sociabilidad» y «Ensayos», respectivamente, el autor narra cuando Facundo se presentó como el representante de La Rioja y las consecuencias de este suceso. En el mismo capítulo explora las diferencias entre las provincias de Córdoba y Buenos Aires, caracterizando a la primera como bárbara por estar organizada de manera anticuada y propia de la época prehispánica, y a la segunda como civilizada, principalmente por la influencia de Bernardino Rivadavia y por su cultura. Después de establecer esta comparación, Sarmiento da una descripción física de Facundo, el hombre que considera que personifica al caudillo: «era de estatura baja y fornida; sus anchas espaldas sostenían sobre un cuello corto, una cabeza bien formada, cubierta de pelo espesísimo, negro y ensortijado», con «ojos negros llenos de fuego». Rivadavia pronto fue desplazado, y Manuel Dorrego pasó a ser el nuevo gobernador. Sarmiento aclara que Dorrego, como federalista, no estaba interesado en el progreso social ni en terminar con el comportamiento bárbaro en Argentina mejorando el nivel de civilización y educación de los habitantes de las zonas rurales. En el noveno capítulo del libro («Guerra social») se narra como en el desorden que caracterizó la política argentina del momento, Dorrego fue asesinado por los unitarios y Facundo fue derrotado por el general unitario José María Paz. Facundo escapó a Buenos Aires y se unió al gobierno federalista de Juan Manuel de Rosas. Durante el conflicto entre ambas ideologías, Facundo conquistó las provincias de San Luis, Rio Quinto y Mendoza.
En el decimotercer capítulo del libro, «¡¡¡Barranca-Yaco!!!» (que utiliza tres signos de exclamación para indicar un mayor énfasis en la exclamación), se cuenta el asesinato de Facundo Quiroga en dicha ciudad cordobesa. Todo había comenzado cuando, en el regreso a su hogar de San Juan, la cual Sarmiento dice que Facundo gobernó «únicamente con su nombre aterrador», se dio cuenta de que su gobierno carecía de apoyo por parte de Rosas. Fue a Buenos Aires a enfrentarlo, pero Rosas lo envió a realizar otra misión. En el camino Facundo fue asesinado.
La tercera Parte del volumen, en resumen, corresponde a la sección en la que el autor desarrolla los elementos literarios del drama.

### Tercera parte: presente y porvenir de un gobierno unitario
En los dos últimos capítulos del libro, titulados «Gobierno unitario» y «Presente y porvenir», Sarmiento explora las consecuencias de la muerte de Facundo para la historia y la política de la República Argentina. También analiza el gobierno y la personalidad de Rosas, comentando sobre la dictadura, la tiranía, el papel del apoyo popular, y el uso de la fuerza para mantener el orden. El autor critica a Rosas utilizando las propias palabras del gobernador, haciendo observaciones sarcásticas sobre las acciones de Rosas, y describiendo el «terror» establecido durante la dictadura, las contradicciones del gobierno, y la situación en las provincias que fueron lideradas por Facundo. Sarmiento escribe: «La cinta colorada es la materialización del terror que acompaña a todos lados, en las calles, en el pecho de la familia; debe pensarse en él al vestirse, al desvestirse, y las ideas siempre se nos graban por asociación».
Sarmiento incluye a la población negra de Argentina entre los sectores sociales que habrían sido sostén de Rosas. Los describe como "dóciles, fieles y adictos al amo o al que los ocupa". Según Sarmiento, Manuela Rosas, hija del gobernador, tendría a su cargo la tarea de ganar el favor de dicho sector de la población. La utilidad estratégica de dicha acción estaría dada en que la mayoría de los esclavos y sirvientes eran afroamericanos, y que de dicha forma el gobierno obtenía espías en la mayor parte de las familias.
Sarmiento también critica el juicio realizado por el asesinato de Quiroga, sosteniendo que los hermanos Reinafé no eran unitarios como se sostuvo. Sarmiento plantea que Rosas habría sido el autor intelectual del crimen, con el propósito de desacreditar a los unitarios atribuyéndoles el crimen y que el repudio resultante facilitaría la cesión de la suma del poder público que le realizó poco después. 

No bien se recibe Rosas del Gobierno en 1835, cuando declara por una proclamación que los IMPIOS UNITARIOS han asesinado alevosamente al ilustre general Quiroga, y que él se propone castigar atentado tan espantoso, que ha privado a la Federación de su columna más poderosa. ¡Qué!... decían abriendo un palmo de boca los pobres unitarios al leer la proclama. ¡Qué!... ¿los Reinafés son unitarios? ¿No son hechura de López, no entraron en Córdoba persiguiendo el ejército de Paz, no están en activa y amigable correspondencia con Rosas? ¿No salió de Buenos Aires Quiroga por solicitud de Rosas? ¿No iba un chasque delante de él, que anunciaba a los Reinafés su próxima llegada? ¿No tenían los Reinafés preparada de antemano la partida que debía asesinarlo?... Nada; los impíos unitarios han sido los asesinos; ¡y desgraciado el que dude de ello!...

Finalmente, Sarmiento examina el legado del gobierno de Rosas atacándolo y ensanchando la dicotomía entre la civilización y la barbarie. Enfrentando a Francia y a Argentina—representando la civilización y la barbarie, respectivamente—Sarmiento contrasta la cultura y la crueldad:

El bloqueo de Francia duraba dos años, y el Gobierno americano animado del espíritu americano, hacía frente a la Francia, el principio europeo, a las pretensiones europeas. El bloqueo francés, empero, había sido fecundo en resultados sociales para la República Argentina, y servía a manifestar en toda su desnudez, la situación de los espíritus y los nuevos elementos de la lucha que debían encender la guerra encarnizada, que sólo puede terminar con la caída de aquel Gobierno monstruoso.

La tercera parte es, abreviadamente, el desenlace de la obra.

## Género y estilo
El crítico y filósofo español Miguel de Unamuno comentó sobre el libro: «Nunca tomé Facundo de Sarmiento como una obra histórica, ni creo que pueda ser evaluada en esos términos. Siempre la consideré una obra literaria, una novela histórica». Sin embargo, Facundo no puede clasificarse como novela o en un género literario específico. Según González Echevarría, el libro es «un ensayo, una biografía, una autobiografía, una novela, una epopeya, una memoria, una confesión, un panfleto político, una diatriba, un tratado científico y una guía». El estilo de Sarmiento y su exploración de la vida de Facundo unifican las tres partes en que se divide la obra. Incluso la primera sección, que describe la geografía de Argentina, sigue este patrón, ya que Sarmiento declara que Facundo es un producto natural de su entorno.
El historiador Felipe Pigna afirma en el documental Algo habrán hecho por la historia argentina que «El Facundo fue mucho más que un libro, fue un panfleto contra Rosas, ahí Sarmiento describe al caudillo y propone eliminarlo». Sarmiento ve a Rosas como un heredero de Facundo: ambos son caudillos y, según Sarmiento, representan la barbarie que deriva de la naturaleza y la falta de civilización presente en el campo argentino. Como explica Pigna, «Facundo, a quien odia y admira a la vez, es la excusa para hablar del gaucho, del caudillo, del desierto interminable, en fin, de todos los elementos que representan para él el atraso y con los que hay que terminar».
La figura del rastreador se ha considerado, desde Sarmiento, también en correlación con la del detective; figura que, creada tres años atrás (1841) por Edgar Allan Poe, encuentra paralelismos a partir de las habilidades de investigación criminal. Por ser el primero en trazar el perfil de un "rastreador" en la literatura hispanohablante, se ha pensado a Sarmiento como partícipe pionero del género policial en lengua castellana. Los paralelos entre los texto de Poe y Sarmiento se han visto establecidos, sobre todo, desde su antinomia civilización-barbarie; pues al igual que el detective el rastreador también debe atrapar, como investigador del bandolerismo social, a un “bárbaro” apartado del pacto constitucional.
El libro también es en parte ficticio: Sarmiento utiliza su imaginación además del rigor histórico para describir a Rosas. En Facundo, el autor incluye su opinión de que la dictadura de Rosas es la causa principal de los problemas de Argentina. Los temas como la barbarie y la crueldad que se desarrollan a lo largo del libro son, para Sarmiento, consecuencias del gobierno ejercido por Rosas. Para respaldar sus opiniones, Sarmiento utiliza estrategias propias de la literatura.

## Temáticas

### Civilización y barbarie

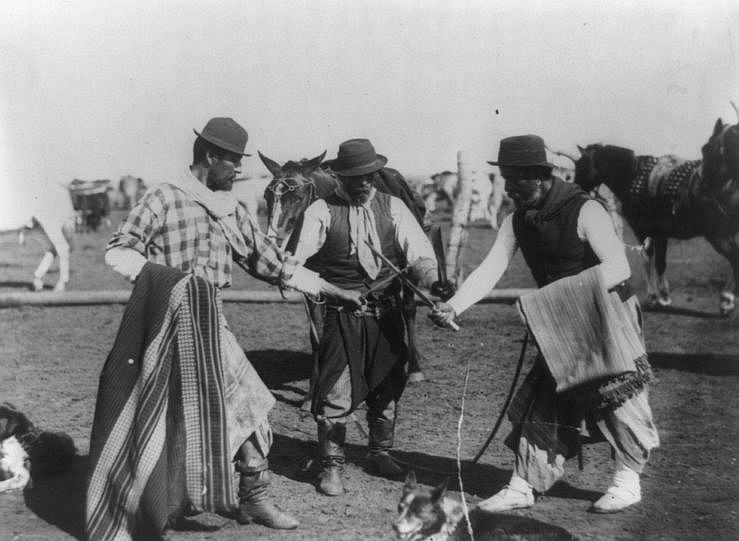
En Facundo, Sarmiento describe a los gauchos como representantes de la barbarie.

Facundo no es solo una crítica al gobierno de Rosas, sino también una extensa investigación sobre la historia y la cultura argentina, a la cual Sarmiento muestra mediante el controvertido gobierno, y la caída de Juan Facundo Quiroga, un arquetípico caudillo argentino. Sarmiento resume el mensaje del libro en la frase «Esa es la cuestión: ser o no ser salvajes». La dicotomía entre la civilización y la barbarie es la idea secundaria del libro; Facundo es retratado como salvaje y opuesto al progreso real mediante su rechazo hacia los ideales culturales europeos, visibles en la sociedad metropolitana de Buenos Aires.
El conflicto entre la civilización y la barbarie refleja las dificultades de América Latina en la era posterior a su independencia. El crítico literario Sorensen Goodrich argumenta que si bien Sarmiento no fue el primero en articular esta dicotomía, la convirtió en un tema prominente y poderoso que podría impactar la literatura latinoamericana. Explora el problema de la civilización contra los groseros aspectos de la cultura de un caudillo, la cual se basa en la brutalidad y el poder absoluto. Facundo ofrece un mensaje oposicionista que, con el tiempo, otorgaría una alternativa beneficiosa para la sociedad. Aunque Sarmiento solicita varios cambios, como funcionarios honestos que entendiesen las ideas de la Ilustración europea, siempre considera a la educación como el tema principal. Los caudillos como Facundo Quiroga, al principio del libro, son vistos como la antítesis de la educación, la cultura y la estabilidad civil; la barbarie es como una eterna letanía de males de la sociedad. Son los agentes de la inestabilidad y del caos, destruyendo sociedades mediante su descarada indiferencia hacia la humanidad y hacia el progreso social.
Si Sarmiento se ve a sí mismo como una persona civilizada, Rosas es bárbaro. El historiador David Rock explica que «los opositores contemporáneos recrudecieron a Rosas como un tirano sanguinario y un símbolo de la barbarie». Sarmiento ataca a Rosas mediante su libro promoviendo la educación y la civilización, mientras que Rosas utiliza el poder político y la fuerza bruta para deshacerse de cualquier obstáculo. Al relacionar a Europa con la civilización, y a la civilización con la educación, Sarmiento transmite una admiración hacia la cultura europea que al mismo tiempo le da un sentido de insatisfacción hacia su propia cultura, motivándolo a llevarla hacia la civilización.
Utilizando las características de las pampas para reforzar su análisis social, caracteriza a quienes se hallan aislados y se oponen al diálogo político como ignorantes y anárquicos, simbolizados por la geografía física desolada de Argentina. Por el contrario, América Latina está conectada directamente con la barbarie, y Sarmiento utiliza a la región simplemente para ilustrar la manera en que Argentina está desconectada de los numerosos recursos que la rodean, limitando el crecimiento del país.

### Escritura y poder
En la historia de la América Latina posterior a su independencia, las dictaduras fueron relativamente comunes. En este contexto, la literatura latinoamericana se distinguió por las novelas de protesta o novelas del dictador; la historia principal se basa en la figura del dictador, su comportamiento, sus características y la situación de la población bajo su régimen. Los escritores como Sarmiento utilizaron el poder de la palabra escrita para criticar al gobierno, empleando a la literatura como herramienta, como ejemplo de resistencia y como un arma contra la represión.
La utilización de esta conexión entre la escritura y el poder fue una de las estrategias de Sarmiento. Para él, la escritura debía ser catalizadora para la acción. Mientras que los gauchos pelearon con armas físicas, Sarmiento usó su voz y su idioma. Sorensen declara que Sarmiento empleó «el texto como un arma». Sarmiento no solo escribió para Argentina sino para una audiencia mucho más amplia, especialmente los Estados Unidos y Europa; según su opinión, estas regiones eran más civilizadas, y su propósito fue seducir a los lectores hacia su propio punto de vista político. En las numerosas traducciones de Facundo, la asociación de Sarmiento de la escritura con el poder y la conquista es evidente.
Ya que sus libros solían servir como vehículos para sus manifestaciones políticas, los escritos de Sarmiento comúnmente se burlaban de los gobiernos, y Facundo fue el ejemplo más prominente. Eleva su propia posición a expensas de la minoría gobernante, a menudo retratándose a sí mismo como invencible debido al poder de la escritura. Hacia finales de 1840, Sarmiento fue exiliado por sus opiniones políticas. Cubierto de moretones el día anterior por las golpizas de soldados inescrupulosos, escribió en francés «On ne tue point les idees» (citado erróneamente de «on ne tire pas des coups de fusil aux idees», lo cual significa «las ideas no pueden ser asesinadas con armas»). El gobierno decidió descifrar el mensaje, y al traducirlo, dijeron «Así que, ¿qué significa esto?». Ya que sus oponentes no lograron entender el significado del mensaje, Sarmiento pudo ilustrar su ineptitud. Sus palabras se presentan como un «código» que necesita ser «descifrado», y que a diferencia de Sarmiento, los que se encuentran en el poder son bárbaros y no tienen educación. Su desconcierto no solo demuestra su ignorancia, sino que, según Sorensen, ilustra «el desalojo inevitable que trae toda trasplantación cultural», ya que los habitantes de las zonas rurales de Argentina y los aliados de Rosas eran incapaces de aceptar la cultura civilizada que, según Sarmiento, llevaría al país hacia su progreso.

## Críticas
La obra ha tenido críticas muy variadas desde su publicación original. Con respecto al lenguaje empleado, varios críticos opinan que está bien expresado en el contexto característicamente criollo, mientras que otros piensan que esta particularidad provoca que el libro tenga una prosa opaca y sin equilibrio. Por ejemplo, el crítico literario argentino Álvaro Melián Lafinur escribe: «La prosa de Sarmiento es incoercible, desigual, bárbara, carece de gusto e ignora o desdeña el valor fonético de las palabras y el arte de su colocación armoniosa. En vano se buscaría en las páginas de Facundo el equilibrio, la exactitud, la suavidad del matiz, la ática pureza». Por el contrario, personalidades como Guillermo Hudson, Carlos Guido Spano y Miguel de Unamuno halagan la escritura, señalando incluso que es superior a la utilizada en los libros españoles.
Las intenciones de Sarmiento al escribir el libro han sido motivo de varios debates entre sociólogos, críticos y expertos en política argentinos. Muchos piensan que Sarmiento quería dar a entender que la barbarie (representada por las figuras de Facundo y Rosas) no puede coexistir de ninguna manera con la civilización, por lo que es necesario deshacerse completamente de la primera.
En este sentido, Arturo Jauretche, en su Manual de zonceras argentinas, describe la dicotomía de Civilización y Barbarie como la zoncera progenitora de todo el resto. Es una zoncera autónoma, porque no proviene de la mala interpretación o falsificación de hechos históricos que critica el revisionismo. Para Jauretche, esta dicotomía, claramente fundamental en la obra, es abstracta, intrínseca, conceptual, ahistórica, sincrónica, derivada de una "intelligentzia" e ideología mesiánica y por tanto, civilizatoria. Enunciar estos opuestos de civilización y barbarie e identificar a Europa con la primera y su importación como la única manera de llegar a ella, y a América como la segunda, como barbarie, se ponen como antítesis. Se niega una para llegar a la otra: a América para llegar a Europa, para ser civilización. Para progresar, no evolucionando, sino sustituyendo. De cualquier manera, comprende Jauretche que en Sarmiento había una necesidad histórica que justificaba su ideología liberal oligárquica y según Jauretche, anti-nacional.
Noé Jitrik, el autor de Muerte y resurrección de Facundo, escribe que en el libro Sarmiento se contradice a sí mismo, ya que en la primera parte se dedica a dilapidar la imagen de Facundo Quiroga y en la segunda, cuando profundiza más en su vida, lo describe de una manera diferente, sin tanta aversión, humanizando al caudillo. Enrique Anderson Imbert explica esta contradicción afirmando que la principal intención de Facundo es hundir a Rosas, y que para hacerlo Sarmiento debió valerse hasta del recurso de salvar en ciertas circunstancias a Facundo. Sarmiento justificó su postura antirrosista afirmando que solo cuando finalizase su gobierno, el país podría civilizarse y llegar a imitar a los pares europeos.
El investigador cubano-estadounidense Roberto González Echevarría describió a la obra como el «libro más importante que haya sido escrito por un latinoamericano en cualquier disciplina o género».
En su comentario a la obra el escritor argentino Jorge Luis Borges ha dicho que: «No diré que el Facundo es el primer libro argentino; las afirmaciones categóricas no son caminos de convicción sino de polémica. Diré que si lo hubiéramos canonizado como nuestro libro ejemplar, otra sería nuestra historia y mejor».
"Facundo no sólo es una formidable pieza literaria, también es uno de los libros centrales del pensamiento filosófico de occidente", dice José Pablo Feinmann en el estudio preliminar de la edición de 2009.
Varios escritores han señalado que Sarmiento, además de contradecirse en la precisión de los hechos históricos, utilizó la exageración para describir la situación de las campañas y las ciudades, a las cuales caracterizó como opuestas e incapaces de convivir. Según Alberto Palcos, las campañas y las ciudades «convivían y se influenciaban unas a otras; la barbarie no era total en el campo ni la civilización en la ciudad». Otras críticas a Sarmiento radican en su descripción de la figura del gaucho, el cual actualmente es uno de los símbolos de la identidad argentina: en Facundo, Sarmiento lo describe como «desocupado, despreocupado e irresponsable» además de «bárbaro y carente de civilización», basándose en las imágenes de Quiroga y Rosas, y propone desplazarlo de la sociedad hasta erradicarlo, apoyando la campaña en su contra que llevó a cabo Bartolomé Mitre.

## Legado
Para la traductora Kathleen Ross, Facundo es «una de las principales obras de la historia de la literatura hispanoamericana». Fue muy influyente en el establecimiento de «un proyecto para la modernización», con su mensaje práctico realzado por una «estupenda belleza y pasión». Sin embargo, según el crítico literario González Echevarría no solo es un poderoso texto fundacional sino también «el primer clásico latinoamericano, y el libro escrito sobre América Latina por un latinoamericano más importante de cualquier disciplina o género». La influencia política del libro puede ser vista en la llegada final de Sarmiento al poder. Asumió como presidente de Argentina en 1868 y finalmente pudo aplicar sus teorías para asegurarse de que la nación alcanzase la civilización. Aunque Sarmiento escribió muchos libros, consideró a Facundo como la mayor fuente de sus opiniones políticas.
Según Sorensen, «los primeros lectores de Facundo se vieron profundamente influenciados por las luchas que precedieron y sucedieron la dictadura de Rosas, y sus consideraciones pasaron de su relación con el conflicto a la hegemonía política». González Echevarría nota que Facundo proveyó el ímpetu para que otros escritores examinasen las dictaduras en América Latina, y aclara que aún se lee hoy en día porque Sarmiento creó «una voz para los autores latinoamericanos modernos». La razón de esto, según González Echevarría, es que «los autores latinoamericanos pelearon con su legado, reescribiendo Facundo en sus obras incluso si querían desenredarse de su discurso». Otras novelas de dictadores posteriores, como El Señor Presidente de Miguel Ángel Asturias y La fiesta del chivo de Mario Vargas Llosa, se basaron en sus ideas, y el conocimiento de Facundo realza la comprensión del lector sobre estos libros.
Una ironía del impacto del género y de la literatura ficticia del ensayo de Sarmiento es que, según González Echevarría, el gaucho se ha convertido en «un objeto de nostalgia, un origen perdido alrededor del cual se debe construir la mitología nacional». Mientras que Sarmiento trató de eliminar al gaucho, también lo convirtió en un «símbolo nacional». González Echevarría además argumenta que Juan Facundo Quiroga también sigue existiendo, ya que representa «nuestra lucha sin solución entre el mal y el bien y nuestro implacable camino de vida hacia la muerte». Según la traductora Kathleen Ross, «Facundo sigue causando controversia y debate porque contribuye a los mitos nacionales de las ideologías de la modernización, el antipopulismo, y el racismo».

## Historia de la publicación y la traducción al inglés
La primera publicación de Facundo tuvo lugar en 1845, dentro del suplementos del diario chileno El Progreso. Tres meses después se editó en forma de libro, bajo el título de Civilización y barbarie. Vida de Juan Facundo Quiroga y aspecto físico, costumbres y hábitos de la República Argentina. Fue editado por la imprenta del Progreso. La segunda edición data de 1851, esta vez titulada como Vida de Facundo Quiroga y aspecto físico, costumbres y hábitos de la República Argentina, seguida de apuntes biográficos sobre el general fray Félix Aldao por el autor, acompañada de un "Examen crítico" traducido de la Revista de ambos mundos. En esta edición se suprimieron por razones políticas la "Introducción" y los capítulos finales "Gobierno Unitario" y "Presente y porvenir", mientras que se añadieron una carta dirigida a Valentín Alsina respondiendo a sus observaciones y una biografía de Félix Aldao. Dos años después se publicó en París una versión traducida al idioma francés. 
En 1868, ya con Sarmiento en la presidencia, se editó bajo el nombre más conocido, Facundo o civilización y barbarie en las pampas argentinas, por D. Appleton y Compañía. La carta a Alsina y la biografía de Aldao fueron retiradas, y se añadió la semblanza El Chacho. Último caudillo de la montonera de los llanos. Episodio de 1863. En 1874 se volvió a editar con el mismo nombre, siendo la última edición en vida de Sarmiento. Aquí se restablecieron los tres capítulos retirados desde la segunda edición. Raúl Moglia señala que entre la primera y cuarta edición hay modificaciones en el texto y ortografía, atribuibles respectivamente al propio Sarmiento y a sus editores, a quienes daba libertad de corregir sus textos. Afirmó que "Las variantes de conceptos históricos sobre todo, pueden ser de Sarmiento; las de vocabulario o construcción difícilmente lo son".
Facundo se tradujo al inglés por primera vez en 1868, por Mary Mann, bajo el título Life in the Argentine Republic in the Days of the Tyrants; or, Civilization and Barbarism (Vida en la República Argentina en los días de los tiranos; o, Civilización y barbarie). Más recientemente, Kathleen Ross ha realizado una traducción moderna y completa, publicada en 2003 por la University of California Press. En la «Introducción de la traductora», Ross, nota que la versión de Mann del siglo XIX del texto fue influenciada por su amistad con Sarmiento y por el hecho de que este era, en ese momento, candidato a la presidencia de Argentina: «Mann deseaba expandir la causa de su amigo en el extranjero presentando a Sarmiento como un admirador e imitador de las instituciones políticas y culturales de Estados Unidos». Por lo tanto, en esta traducción no se publicó gran parte de la obra que convirtió a Facundo en uno de los principales libros de Hispanoamérica. Ross continúa: «La eliminación de las metáforas por parte de Mann, este recurso estilístico que caracteriza la prosa de Sarmiento, es particularmente llamativo».